# C18H23N3O
化学式C18H23N3O（摩尔质量：297.4 g/mol）可能指：
- 乙酰二氢麦角胺（醋麦角胺），CAS号：3031-48-9
- 伐米胺（戊米胺），CAS号：132373-81-0

|  | 这个同类索引页列出了具有相同分子式的化学物（即同分異構體）条目。 除非您是有意链接至本页，否则应将相应条目的内部链接指向正确的条目。 |